# Tournoi des Six Nations féminin 2011
Cet article traite de l'épreuve féminine. Pour la compétition masculine, voir Tournoi des Six Nations masculin 2011.
Pour un article plus général, voir Tournoi des Six Nations féminin.
Navigation
Tournoi féminin 2010 Tournoi féminin 2012
Le Tournoi des Six Nations féminin 2011, connu aussi comme RBS 6 Nations Féminin en raison du sponsor Royal Bank of Scotland, est la dixième édition du Tournoi des Six Nations féminin, une compétition annuelle de rugby à XV disputée par six équipes européennes : Angleterre, pays de Galles, Irlande, France, Écosse et Italie.
Le tournoi se déroule du 4 février au 20 mars 2011 les mêmes semaines que pour le Tournoi masculin et selon un calendrier de cinq journées pendant lesquelles chaque participant affronte toutes les autres. Les trois équipes qui ont l'avantage de jouer un match de plus à domicile sont l'Angleterre, l'Écosse et l'Italie. Le match entre l'Angleterre et la France du 27 février est diffusé en direct par Sky Sports.

## Classement
| Rang | Nation         | J | V | N | D | Em | Ee | Pm  | Pe  | Diff | Pts |
| ---- | -------------- | - | - | - | - | -- | -- | --- | --- | ---- | --- |
| 1    | Angleterre (T) | 5 | 5 | 0 | 0 | 36 | 1  | 223 | 8   | +215 | 10  |
| 2    | France         | 5 | 4 | 0 | 1 | 16 | 6  | 113 | 51  | +62  | 8   |
| 3    | Irlande        | 5 | 2 | 0 | 3 | 12 | 10 | 74  | 70  | +4   | 4   |
| 4    | Pays de Galles | 5 | 2 | 0 | 3 | 9  | 12 | 64  | 72  | -8   | 4   |
| 5    | Italie         | 5 | 2 | 0 | 3 | 9  | 19 | 68  | 130 | -62  | 4   |
| 6    | Écosse         | 5 | 0 | 0 | 5 | 3  | 37 | 20  | 231 | -211 | 0   |

|  | Vainqueur du tournoi (no 1). |
|  | T, tenant du titre 2010.     |

Attribution des points : Deux points sont attribués pour une victoire, un point pour un match nul, aucun point en cas de défaite.
Règles de classement : 1. point ; 2. différence de points de matches ; 3. nombre d'essais marqués ; 4. titre partagé.

## Matchs et résultats

### Première journée
| 4 février 2011 19:00 | France | 53 - 3 | Écosse                     | Stade Eric Durand, Viry-Châtillon, Essonne Arbitre : Claire Hodnett (Angleterre) |
| 4 février 2011 19:00 | Essai(s) : essai en force (3e), Poublan 5 (6e, 17e, 28e, 55e, 72e), Aguerre 2 (10e, 76e), Fourcade (40e) Transformation(s) : Agricole 2 (17e, 28e), Casenave 2 (55e, 76e) |        | Pénalité(s) : Collie (13e) | Stade Eric Durand, Viry-Châtillon, Essonne Arbitre : Claire Hodnett (Angleterre) |
| 4 février 2011 19:00 | |        |                            | Stade Eric Durand, Viry-Châtillon, Essonne Arbitre : Claire Hodnett (Angleterre) |

| 6 février 2011 13:30 | Italie                   | 5 - 26 | Irlande                                                                                              | Stadio Mario Battaglini, Rovigo Arbitre : Joyce Henry (Canada) |
| 6 février 2011 13:30 | Essai(s) : Severin (28e) |        | Essai(s) : Kavanagh (40e), Bourke (54e), Molloy (68e), Kelly (76e) Pénalité(s) : Briggs 2 (34e, 43e) | Stadio Mario Battaglini, Rovigo Arbitre : Joyce Henry (Canada) |
| 6 février 2011 13:30 |                          |        | | Stadio Mario Battaglini, Rovigo Arbitre : Joyce Henry (Canada) |

| 6 février 2011 14:30 | Pays de Galles | 0 - 19 | Angleterre | Pandy Park, Crosskeys, Caerphilly Arbitre : Mark Patton (Irlande) |
| 6 février 2011 14:30 |                | Essai(s) : Matthews (11e), Essai de pénalité (39e), Waterman (48e) Transformation(s) : McLean 2 (39e, 48e) |            | Pandy Park, Crosskeys, Caerphilly Arbitre : Mark Patton (Irlande) |
| 6 février 2011 14:30 |                | |            | Pandy Park, Crosskeys, Caerphilly Arbitre : Mark Patton (Irlande) |

### Deuxième journée
| 11 février 2011 19:30 | Irlande                                                                  | 12 - 14 | France                                                                   | Milltown House, Ashbourne, Comté de Meath Arbitre : Federica Guerzoni (Italie) |
| 11 février 2011 19:30 | Essai(s) : Kavanagh (19e), Briggs (79e) Transformation(s) : Briggs (79e) |         | Essai(s) : Chobet (62e) Pénalité(s) : Agricole 2 (6e, 17e), Bailon (72e) | Milltown House, Ashbourne, Comté de Meath Arbitre : Federica Guerzoni (Italie) |
| 11 février 2011 19:30 |                                                                          |         |                                                                          | Milltown House, Ashbourne, Comté de Meath Arbitre : Federica Guerzoni (Italie) |

| 12 février 2011 16:30 | Angleterre | 68 - 5 | Italie                       | Pillar Data Arena, Esher, Surrey Arbitre : Mhairi Hay (Écosse) |
| 12 février 2011 16:30 | Essai(s) : Alphonsi (8e), Fisher 2 (25e, 80e), Waterman 2 (29e, 59e), Scarratt (34e), Merchant 2 (38e, 44e), Burnfield (40e), Mason (48e), Roberts (66e) Transformation(s) : McLean 5 (29e, 34e, 38e, 48e, 80e) Pénalité(s) : McLean (14e) |        | Essai(s) : Castellarin (52e) | Pillar Data Arena, Esher, Surrey Arbitre : Mhairi Hay (Écosse) |
| 12 février 2011 16:30 | |        |                              | Pillar Data Arena, Esher, Surrey Arbitre : Mhairi Hay (Écosse) |

| 13 février 2011 14:00 | Écosse                                                                  | 12 - 41 | Pays de Galles | Burnbrae, Milngavie, East Dunbartonshire Arbitre : Sylvie Bros (France) |
| 13 février 2011 14:00 | Essai(s) : Balmer (61e), Wheeler (73e) Transformation(s) : Collie (61e) |         | Essai(s) : Evans 3 (27e, 37e, 39e), James (47e), Murray (56e), Lake (77e) Transformation(s) : Young (39e) Pénalité(s) : Young 3 (12e, 21e, 36e) | Burnbrae, Milngavie, East Dunbartonshire Arbitre : Sylvie Bros (France) |
| 13 février 2011 14:00 |                                                                         |         | | Burnbrae, Milngavie, East Dunbartonshire Arbitre : Sylvie Bros (France) |

### Troisième journée
| 26 février 2011 14:00 | Écosse                  | 5 - 22 | Irlande                                                                                   | Howthornden, Lasswade, Midlothian Arbitre : Clare Daniels (Angleterre) |
| 26 février 2011 14:00 | Essai(s) : Harris (15e) |        | Essai(s) : Cantwell 2 (6e, 74e), Rea (57e), Briggs (66e) Transformation(s) : Briggs (74e) | Howthornden, Lasswade, Midlothian Arbitre : Clare Daniels (Angleterre) |
| 26 février 2011 14:00 |                         |        |                                                                                           | Howthornden, Lasswade, Midlothian Arbitre : Clare Daniels (Angleterre) |

| 27 février 2011 13:30 | Angleterre                                                               | 16 - 3 | France                       | Sixways Stadium, Worcester Arbitre : Wayne Davies (Galles) |
| 27 février 2011 13:30 | Essai(s) : Garnett (72e), McLean (80e) Pénalité(s) : McLean 2 (40e, 49e) |        | Pénalité(s) : Casenave (26e) | Sixways Stadium, Worcester Arbitre : Wayne Davies (Galles) |
| 27 février 2011 13:30 |                                                                          |        |                              | Sixways Stadium, Worcester Arbitre : Wayne Davies (Galles) |

| 27 février 2011 13:30 | Italie                                                                     | 12 - 8 | Pays de Galles                                 | Stadio Alessandro Montagna, La Spezia Arbitre : Alan Campbell (Écosse) |
| 27 février 2011 13:30 | Essai(s) : Veronese (10e), Cioffi (40e) Transformation(s) : Schiavon (40e) |        | Essai(s) : Lake (50e) Pénalité(s) : Young (6e) | Stadio Alessandro Montagna, La Spezia Arbitre : Alan Campbell (Écosse) |
| 27 février 2011 13:30 |                                                                            |        |                                                | Stadio Alessandro Montagna, La Spezia Arbitre : Alan Campbell (Écosse) |

### Quatrième journée
| 13 mars 2011 13:30 | Italie                                                                                  | 20 - 28 | France                                                                                                 | Stadio Pacevecchia, Bénévent Arbitre : Nicky Inwood (Nouvelle-Zélande) |
| 13 mars 2011 13:30 | Essai(s) : Zangirolami, Severin Transformation(s) : Schiavon 2 Pénalité(s) : Schiavon 2 |         | Essai(s) : Ladagnous, Canal, Poublan Transformation(s) : Casenave 2 Pénalité(s) : Agricole, Casenave 2 | Stadio Pacevecchia, Bénévent Arbitre : Nicky Inwood (Nouvelle-Zélande) |
| 13 mars 2011 13:30 |                                                                                         |         | | Stadio Pacevecchia, Bénévent Arbitre : Nicky Inwood (Nouvelle-Zélande) |

| 13 mars 2011 14:30 | Pays de Galles | 15 - 14 | Irlande | Pandy Park, Crosskeys, Caerphilly Arbitre : Federica Guerzoni (Italie) |
| 13 mars 2011 14:30 |                |         |         | Pandy Park, Crosskeys, Caerphilly Arbitre : Federica Guerzoni (Italie) |
| 13 mars 2011 14:30 |                |         |         | Pandy Park, Crosskeys, Caerphilly Arbitre : Federica Guerzoni (Italie) |

| 13 mars 2011 17:15 | Angleterre | 89 - 0 | Écosse | Stade de Twickenham, Londres Arbitre : Dana Teagarden (États-Unis) |
| 13 mars 2011 17:15 |            |        |        | Stade de Twickenham, Londres Arbitre : Dana Teagarden (États-Unis) |
| 13 mars 2011 17:15 |            |        |        | Stade de Twickenham, Londres Arbitre : Dana Teagarden (États-Unis) |

### Cinquième journée
| 18 mars 2011 19:30 | Irlande | 0 - 31                                                                           | Angleterre | Milltown House, Ashbourne, Comté de Meath Arbitre : Sarah Corrigan (Australie-Unis) |
| 18 mars 2011 19:30 |         | Essai(s) : McLean, Hunter, Clark, Hemming, Alphonsi Transformation(s) : McLean 3 |            | Milltown House, Ashbourne, Comté de Meath Arbitre : Sarah Corrigan (Australie-Unis) |
| 18 mars 2011 19:30 |         |                                                                                  |            | Milltown House, Ashbourne, Comté de Meath Arbitre : Sarah Corrigan (Australie-Unis) |

| 19 mars 2011 14:00 | France | 15 - 0 | Pays de Galles | Stade Pierre-Rajon, Bourgoin-Jallieu Arbitre : Clare Daniels (Angleterre) |
| 19 mars 2011 14:00 |        |        |                | Stade Pierre-Rajon, Bourgoin-Jallieu Arbitre : Clare Daniels (Angleterre) |
| 19 mars 2011 14:00 |        |        |                | Stade Pierre-Rajon, Bourgoin-Jallieu Arbitre : Clare Daniels (Angleterre) |

| 20 mars 2011 15:00 | Écosse | 0 - 26 | Italie | Meggetland, Édimbourg Arbitre : Nicky Inwood (Nouvelle-Zélande) |
| 20 mars 2011 15:00 |        |        |        | Meggetland, Édimbourg Arbitre : Nicky Inwood (Nouvelle-Zélande) |
| 20 mars 2011 15:00 |        |        |        | Meggetland, Édimbourg Arbitre : Nicky Inwood (Nouvelle-Zélande) |

## Statistiques individuelles

### Meilleure marqueuse
| Rang | Joueuse           | Équipe         | Essais |
| ---- | ----------------- | -------------- | ------ |
| 1    | Élodie Poublan    | France         | 6      |
| 2    | Danielle Waterman | Angleterre     | 5      |
| 3    | Margaret Alphonsi | Angleterre     | 4      |
| -    | Elen Evans        | Pays de Galles | 4      |
| -    | Heather Fisher    | Angleterre     | 4      |
| 6    | Sandrine Agricole | France         | 3      |
| -    | Dioni Aguerre     | France         | 3      |
| -    | Gillian Bourke    | Irlande        | 3      |
| -    | Nadège Casenave   | France         | 3      |
| -    | Rochelle Clark    | Angleterre     | 3      |
| -    | Katy McLean       | Angleterre     | 3      |
| -    | Emily Scarratt    | Angleterre     | 3      |

### Meilleure réalisatrice
| Rang | Joueuse           | Équipe         | Points | Essais | Transf. | Pén. | Drops |
| ---- | ----------------- | -------------- | ------ | ------ | ------- | ---- | ----- |
| 1    | Katy McLean       | Angleterre     | 58     | 3      | 17      | 3    | 0     |
| 2    | Élodie Poublan    | France         | 30     | 6      | 0       | 0    | 0     |
| 3    | Veronica Schiavon | Italie         | 28     | 1      | 4       | 5    | 0     |
| 4    | Sandrine Agricole | France         | 26     | 3      | 4       | 1    | 0     |
| 5    | Danielle Waterman | Angleterre     | 25     | 5      | 0       | 0    | 0     |
| 6    | Niamh Briggs      | Irlande        | 24     | 2      | 4       | 2    | 0     |
| 7    | Margaret Alphonsi | Angleterre     | 20     | 4      | 0       | 0    | 0     |
| -    | Elen Evans        | Pays de Galles | 20     | 4      | 0       | 0    | 0     |
| -    | Heather Fisher    | Angleterre     | 20     | 4      | 0       | 0    | 0     |
| 10   | Aimee Young       | Pays de Galles | 19     | 0      | 2       | 5    | 0     |